# Serafim Barsakow

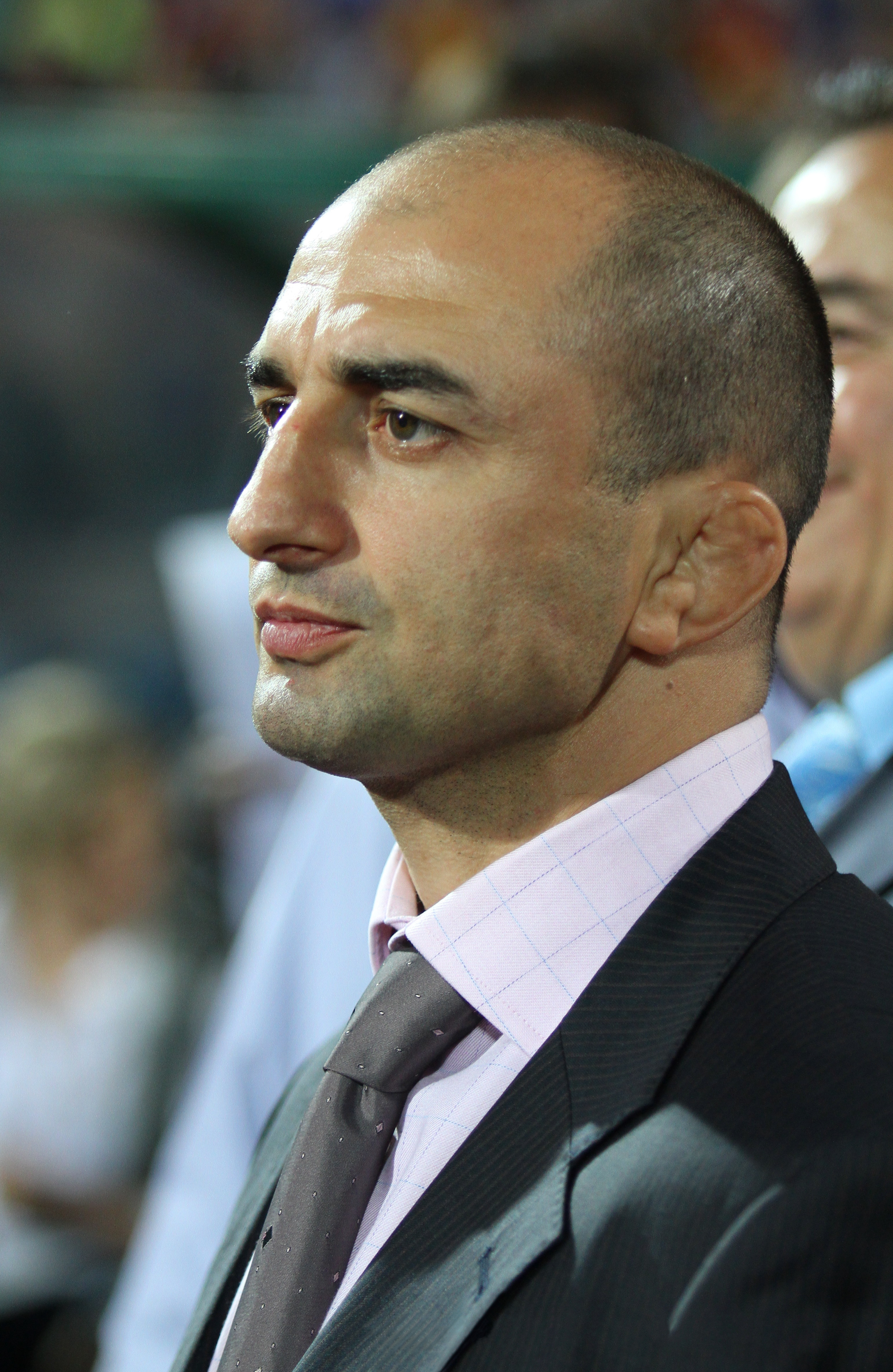
Serafim Barsakow 2014

Serafim Iwanow Barsakow (bulgarisch Серафим Иванов Бързаков, englisch Serafim Ivanov Barzakov; * 22. Juli 1975 in Kolarowo, Oblast Blagoewgrad, Bulgarien) ist ein bulgarischer Ringer. Er wurde 1998 in Teheran und 2001 in Sofia Weltmeister, 1996 in Budapest, 1998 in Bratislava und 2005 in Warna Europameister und gewann bei den Olympischen Spielen 2000 in Sydney eine Silbermedaille jeweils im freien Stil im Feder- bzw. Leichtgewicht.

## Werdegang
Serafim Barsakow begann im Alter von sechs Jahren 1981 mit dem Ringen. Nach ersten Erfolgen wurde er zu Levski-Spartak Sofia delegiert und ist jetzt Mitglied von Slavia-Litex Sofia. Er wird bzw. wurde hauptsächlich von Georgi Stoitschkow und Iwan Zonow trainiert und betätigt sich ausschließlich im freien Stil. Der 1,70 Meter große Athlet begann im Bantamgewicht und wuchs über das Federgewicht in das Leichtgewicht hinein. Sein Beruf ist Ringer. Diesem Beruf ging er vor allem in Deutschland nach, denn er ringt schon seit Ende der 1990er Jahre in der deutschen Bundesliga, u. a. beim KSV Germania Aalen, dem KSV Köllerbach und dem 1. Luckenwalder SC. Seine erste Medaille bei einer internationalen Meisterschaft gewann er bei der Junioren-Europameisterschaft 1993 in Götzis/Österreich, wo er im Bantamgewicht hinter Rowschan Gadschiew aus Aserbaidschan und vor dem Deutschen Jens Gündling die Bronzemedaille gewann.
1994 wurde er in Istanbul erstmals bei einer internationalen Meisterschaft der Senioren eingesetzt. Er schied dort aber frühzeitig aus und wurde mit allen Ringern, die so früh ausschieden, auf den 11. Platz gesetzt. Bei der Europameisterschaft 1995 in Fribourg/Schweiz gelang ihm dann auch bei den Senioren sein erster Medaillengewinn. Er wurde dort hinter Aslambek Fidarow aus der Ukraine zweiter Sieger. Bei der Weltmeisterschaft dieses Jahres in Atlanta erreichte er im Bantamgewicht nur den 15. Platz.
1996 gelang ihm bei der Europameisterschaft in Budapest dann sein erster Titelgewinn. Er besiegte dort im Bantamgewicht Laurent Gaineton aus Frankreich, Georgi Gagischwili aus Georgien, Alexander Gusow aus Belarus und im Finale Harun Doğan aus der Türkei und wurde damit Titelträger. Bei den Olympischen Spielen in Atlanta enttäuschte Serafim Barsakow aber, er gewann dort nur gegen den Australier Corey O’Brien und unterlag gegen Ri Yong Sam aus Nordkorea und Sanshiro Abe aus Japan und erreichte damit nur den 12. Platz.
Im Jahre 1997 kam er bei der Europameisterschaft in Warna, erstmals im Federgewicht startend, auf den 3. Platz. Er unterlag dabei gegen Elbrus Tedejew, einen für die Ukraine startenden Nord-Osseten, gegen den er sich in den folgenden Jahren noch manch hartes Gefecht liefern sollte. Bei der Weltmeisterschaft dieses Jahres in Krasnojarsk erreichte er im Bantamgewicht den 5. Platz. Bei dieser Meisterschaft erzielte er fünf Siege, verlor aber gegen Mohammad Talaee aus dem Iran und gegen Guivi Sissaouri, einen in Kanada eingebürgerten Georgier.
Das erfolgreichste Jahr in der Karriere von Serafim Barsakow wurde dann 1998. Er wurde in Bratislava Europameister im Federgewicht und besiegte dort u. a. Jürgen Scheibe aus Deutschland, Elbrus Tedejew und Sergei Smal aus Belarus. Bei der Weltmeisterschaft dieses Jahres in Teheran besiegte er Spitzenkönner wie den US-Amerikaner Cary J. Kolat und den Iraner Abbas Haj Kenari  und erneut Elbrus Tedejew und Sergei Smal. Damit wurde er zum ersten Mal Weltmeister.
Im Jahre 1999 konnte er diese Erfolge nicht wiederholen. Immerhin belegte er bei der Europameisterschaft in Minsk im Federgewicht den 2. Platz, nachdem er nach vier siegreichen Kämpfen gegen Elbrus Tedejew knapp nach Punkten (2:3 techn. Punkte) verlor. Auch bei der Weltmeisterschaft 1999 in Ankara verlor er gegen Elbrus Tedejew (3:5 techn. Punkte), da dies aber schon im Viertelfinale geschah, kam er in der Endabrechnung nur auf den 5. Platz.
Bei der Europameisterschaft 2000 in Budapest erkämpfte sich Serafim Barsakow im Federgewicht mit vier Siegen den 3. Platz. Im Halbfinale wurde er dabei von dem Russen Murad Umachanow geschlagen. Gegen den gleichen Ringer verlor er dann bei den Olympischen Spielen in Sydney im Endkampf des Federgewichtes umstritten nach Punkten (2:3 techn. Punkte), gewann damit aber immerhin die Silbermedaille. Vorher hatte er so starke Ringer wie Jürgen Scheibe, Ruslan Bodisteanu aus Moldawien, Carlos Julián Ortiz Castillo aus Kuba und Mohammad Talaee besiegt.
Im Jahre 2001 wiederholte Serafim Barsakow seine großen Erfolge von 1998. Er wurde nämlich in Budapest Europameister und in Sofia Weltmeister im Federgewicht. In Budapest siegte er dabei im Endkampf über Soslan Tomajew aus Russland und in Sofia schlug er u. a. Elbrus Tedejew, Otar Tuschischwili aus Georgien und Alireza Dabir aus dem Iran.
Ab dem Jahre 2002 startete Serafim Barsakow im Leichtgewicht und gewann auch in den folgenden Jahren bei den Welt- und Europameisterschaften noch sechs Medaillen. Bei den Olympischen Spielen 2004 und 2008 belegte er allerdings nur die Plätze 8 und 11. Im Jahre 2005 gewann er in Warna seinen vierten Europameistertitel, wobei er im Endkampf Elman Asgarow aus Aserbaidschan besiegte. Er gewann damit in drei Gewichtsklassen (Bantam-, Feder- u. Leichtgewicht) diesen Titel. Nicht mehr besiegen konnte er in jenen Jahren Machatsch Murtasalijew und Irbek Walentinowitsch Farnijew aus Russland sowie Ramazan Şahin aus der Türkei und zuletzt auch Otar Tuschischwili.
Sein bisher letzter Start bei einer internationalen Meisterschaft war der bei den Olympischen Spielen 2008 in Peking. Ob er künftig auf der internationalen Ringermatte weiter zu sehen ist, wird die Zukunft zeigen.
2011 versuchte Serafim Barsakow ein Comeback, das er aber nach zwei Turnieren abbrach.
Nach dem endgültigen Ende seiner Ringerlaufbahn wurde er Cheftrainer des bulgarischen Nationalteams der Frauen.

## Internationale Erfolge
| Jahr | Platz  | Veranstaltung                                   | Gewichtsklasse | |
| 1993 | 2.     | Junioren-EM (Juniors) in Götzis/Österreich      | Bantam         | hinter Rowschan Gadschiew, Aserbaidschan, vor Jens Gündling, Deutschland |
| 1994 | 9.     | Junioren-EM (Espoirs) in Kourtane/Finnland      | Bantam         | Sieger: Aram Margarjan, Armenien vor Harun Doğan, Türkei |
| 1994 | 11.    | WM in Istanbul                                  | Bantam         | Sieger: Alejandro Puerto Diaz, Kuba vor Mohammad Talaee, Iran und Bagautdin Umachanow, Russland |
| 1995 | 2.     | EM in Fribourg/Schweiz                          | Bantam         | hinter Aslambek Fidarow, Ukraine, vor Arif Abdullayev, Aserbaidschan, Anuchawan Sahakjan, Armenien u. Harun Dogan |
| 1995 | 15.    | WM in Atlanta                                   | Bantam         | Sieger: Terry Brands, USA vor Guivi Sissaouri, Kanada u. Harun Dogan |
| 1996 | 1.     | EM in Budapest                                  | Bantam         | vor Harun Dogan, Arif Abdullayev, Bogdan Ciufulescu, Rumänien u. Schamil Daibegow, Russland |
| 1996 | 12.    | OS in Atlanta                                   | Bantam         | mit einem Sieg über Corey O’Brien, Australien u. Niederlagen gegen Ri Yong Sam, Nordkorea u. Sanshiro Abe, Japan |
| 1997 | 3.     | EM in Warna                                     | Feder          | mit Siegen über Pasi Kohtala, Finnland, Serban-Florian Mumjiev, Rumänien u. Lucjan Gralak, Polen, einer Niederlage gegen Elbrus Tedejew, Ukraine u. Siegen über Stefan Fernyak, Slowakei u. Oleg Gogol, Belarus                             |
| 1997 | 5.     | WM in Krasnojarsk                               | Bantam         | mit einem Sieg über Corey O’Brien, einer Niederlage gegen Mohammad Talae, Siegen über Sanshiro Abe u. Michele Liuzzi, Italien u. Karo Simonjan, Armenien, einer Niederlage gegen Guivi Sissaouri u. einem Sieg über Jung Jin-Hyuk, Südkorea |
| 1998 | 1.     | EM in Bratislava                                | Feder          | mit Siegen über Ruslan Bodisteanu, Moldawien, Alexei Solowjew, Russland, Jürgen Scheibe, Deutschland, Elbrus Tedejew u. Sergei Smal, Belarus                                                                                                |
| 1998 | 1.     | WM in Teheran                                   | Feder          | mit Siegen über Karim Makhlouf, Frankreich, Cary J. Kolat, USA, Sergei Smal, Elbrus Tedejew u. Abbas Haj Kenari, Iran |
| 1999 | 2.     | EM in Minsk                                     | Feder          | mit Siegen über Karim Makhlouf, Ruslan Bodisteanu, Elman Asgarow, Aserbaidschan, Serban-Florian Mumjiev u. einer Niederlage gegen Elbrus Tedejew                                                                                            |
| 1999 | 5.     | WM in Ankara                                    | Feder          | mit Siegen über Martin Calder, Kanada, Carlos Julián Ortiz Castillo, Kuba u. Lucjan Gralak u. einer Niederlage gegen Elbrus Tedejew |
| 2000 | 3.     | EM in Budapest                                  | Feder          | mit Siegen über Serban-Florin Mumjiev, Istvan Dencsik, Ungarn u. Elman Asgarow, einer Niederlage gegen Murad Umachanow, Russland u. einem Sieg über Mehmet Yozgat, Türkei                                                                   |
| 2000 | Silber | OS in Sydney                                    | Feder          | mit Siegen über Jürgen Scheibe, Ruslan Bodisteanu, Carlos Julián Ortiz Castillo u. Mohammad Talaee u. einer Niederlage gegen Murad Umachanow                                                                                                |
| 2001 | 1.     | EM in Budapest                                  | Feder          | mit Siegen über Istvan Dencsik, David Laprince, Frankreich, Besik Aslahaschwili, Griechenland u. Soslan Tomajew, Russland |
| 2001 | 1.     | WM in Sofia                                     | Feder          | mit Siegen über Koce Nikolow, Makedonien, Carlos Julián Ortiz Castillo, Aristos Alexandridis, Griechenland, Otar Tuschischwili, Georgien, Elbrus Tedejew u. Alireza Dabir, Iran                                                             |
| 2002 | 5.     | WM in Teheran                                   | Leicht         | mit Siegen über Mehmet Yozgat, Aristos Alexandridis u. Nordschingiin Bajarmagnai, Mongolei, u. einer Niederlage gegen Elbrus Tedejew |
| 2003 | 4.     | EM in Riga                                      | Leicht         | mit Siegen über Geworg Howhannisjan, Armenien, Laszlo Szabolcs, Rumänien u. Ruslan Bodisteanu und Niederlagen gegen Elbrus Tedejew u. Ömer Çubukçu, Türkei                                                                                  |
| 2003 | 2.     | WM in New York City                             | Leicht         | mit Siegen über Alireza Dabir, Ahto Raska, Estland, Stefan Fernyak, Evan MacDonald, Kanada u. Serguet Rondon Pedroso, Kuba u. einer Niederlage gegen Irbek Farnjiew, Russland                                                               |
| 2004 | 8.     | OS in Athen                                     | Leicht         | mit einem Sieg über Evan MacDonald u. einer Niederlage gegen Leonid Spiridonow, Kasachstan |
| 2005 | 1.     | "Dan-Kolow"-Turnier in Sofia                    | Leicht         | vor Wadim Guigolajew, Frankreich, Ayetullah Yesil u. Mehmet Macit, bde. Türkei |
| 2005 | 1.     | EM in Warna                                     | Leicht         | mit Siegen über Adrian Mazan, Polen, Laszlo Szabolcs, Albert Batirow, Belarus, Suren Markosjan, Armenien u. Elman Asgarow |
| 2005 | 1.     | Ziółkowski-Turnier in Siedlce/Polen             | Leicht         | vor Wiktor Belokopiti, Ukraine, Masoud Vahedi, Iran u. Gregory Sarassin, Schweiz |
| 2005 | 2.     | WM in Budapest                                  | Leicht         | mit Siegen über Gregory Sarrasin, Schweiz, Masoud Vahedi, Otar Tuschischwili u. Leonid Spiridonow u. einer Niederlage gegen Machatsch Murtasalijew, Russland                                                                                |
| 2006 | 3.     | EM in Ankara                                    | Leicht         | mit Siegen über Ljulzim Vrenezi, Makedonien u. Peter Engelhardt, Deutschland, einer Niederlage gegen Machatsch Murtasalijew u. einem Sieg über Otar Tuschischwili                                                                           |
| 2006 | 5.     | WM in Guangzhou/China                           | Leicht         | mit Siegen über Apostolos Taskoudis, Griechenland u. Arslan Chutaliew, Usbekistan, einer Niederlage gegen Otar Tuschischwili, einem Sieg über Schirajr Howhannisjan, Armenien u. einer Niederlage gegen Andrei Stadnik, Ukraine             |
| 2007 | 3.     | EM in Sofia                                     | Leicht         | mit Siegen über Koba Kakaladse, Georgien u. Miroslaw Dikun, Großbritannien, einer Niederlage gegen Irbek Farnjiew u. einem Sieg über Emin Azizow, Aserbaidschan                                                                             |
| 2008 | 3.     | "Yasar-Dogu"Memorial in Ankara                  | Leicht         | hinter Yasin Bolat, Türkei u. Emin Azizow, Aserbaidschan, gemeinsam mit Schamil Abdullajew, Russland |
| 2008 | 5.     | EM in Tampere                                   | Leicht         | mit Siegen über Matej Gardos, Slowakei u. Apostolos Taskoudis u. Niederlagen gegen Ramazan Şahin, Türkei u. Rasul Dschukajew, Russland |
| 2008 | 2.     | Olympia-Qualif.-Turnier in Martigny/Schweiz     | Leicht         | hinter Mehdi Taghavi, Iran, vor Albert Batirow u. Suren Markosjan, Armenien |
| 2008 | 11.    | OS in Peking                                    | Leicht         | mit einem Sieg über Jung Young-Ho, Südkorea u. einer Niederlage gegen Otar Tuschischwili |
| 2011 | 3.     | "Wacław-Ziółkowski"-Memorial in Posen           | bis 66 kg      | hinter Soslan Ramonow, Russland und Adam Sobiraj, Polen |
| 2012 | 2.     | "Dan-Kolow" & "Nikola-Petrow"-Memorial in Sofia | bis 66 kg      | hinter George Bucur, Rumänien, vor Dejan Mitrow, Mazedonien und Leonid Basan, Bulgarien |

## Auszeichnungen
Im Jahr 2019 öffnete die neue Sporthalle, benannt nach Serafim Barsakow, in der Stadt Petritsch ihre Pforten.